# Sebastian von Malfèr
Sebastian von Malfèr (* 22. August 1994 in Bozen, Italien) ist ein italienischer Theaterdarsteller, Drehbuchautor und Filmschauspieler. 

## Leben
Von Malfèr ist der Sohn von Aribert von Malfèr und Luisa Paoli. Bereits im Alter von acht Jahren machte er erste Erfahrungen als Hauptdarsteller in diversen Schulaufführungen. Zur selben Zeit begann er mit Klavierunterricht. 

## Karriere
Lokale Bekanntheit erreichte er früh als festes Mitglied des Ensembles der „Unterlandler Freilichtspiele“.  
Er besuchte von 2014 bis 2017 die Schauspielschule Krauss in Wien. Während seiner akademischen Laufbahn hatte er diverse Engagements an verschiedenen Wiener Schauspielhäusern. Zu seinen bekanntesten Theaterauftritten zählen die Rollen des Romeo in Shakespeares Romeo und Julia oder jene des Valère in Molières Tartuffe.
Im Bereich des Films begann Malfêr mit einer kleineren Statistenrolle in Der Berg ruft. Später spielte er den Adam in dem Kurzfilmdrama Adam und Eva. Seine bisher erfolgreichste Rolle hatte er als Klaus in dem Film Percht von Béla Baptiste. 

## Belege
1. ↑  https://www.globe.berlin/index.php/ensemble/on-stage/97-sebastian-von-malfer

| Personendaten    | Personendaten                                                       |
| ---------------- | ------------------------------------------------------------------- |
| NAME             | Malfèr, Sebastian von                                               |
| KURZBESCHREIBUNG | italienischer Theaterdarsteller, Drehbuchautor und Filmschauspieler |
| GEBURTSDATUM     | 22. August 1994                                                     |
| GEBURTSORT       | Bozen, Italien                                                      |